# Токсоплазмоза
Токсоплазмозата е паразитна инфекция, причинена от паразита Toxoplasma gondii. Инфекциите с токсоплазмоза са свързани с различни невропсихиатрични и поведенчески състояния. Понякога болният може да изпитва в продължение на няколко седмици или месеци симптоми на леко грипоподобно заболяване, като мускулни болки и болезнени лимфни възли. Някои хора може да развият проблеми с очите. При хора с отслабена имунна система може да се появят тежки симптоми като гърчове. Ако жена се зарази по време на бременност, състояние, известно като вродена токсоплазмоза, може да засегне детето.
Токсоплазмозата обикновено се разпространява чрез ядене на недобре сготвена храна, която съдържа паразита, излагане на заразени котешки изпражнения и от заразена жена на бебето по време на бременност. По-рядко е възможно заболяването да се причини чрез кръвопреливане. Известно е, че паразитът се размножава по полов път в семейство Коткови, но при хората не се предава по този начин.
Диагностицира се обикновено с кръвни изследвания за антитела или чрез изследване на околоплодната течност при бременна пациентка за ДНК на паразита.
Профилактиката е чрез правилно приготвяне на храната (топлинна обработка на месото). На бременните жени също се препоръчва да не почистват котешки тоалетни или, ако се налага да го правят, да носят ръкавици и да измиват ръцете си след това. Обикновено не е необходимо лечение на иначе здрави хора. По време на бременност за лечение могат да се използват спирамицин или пириметамин/сулфадиазин и фолинова киселина.
До половината от световното население е заразено с паразита T. gondii, но не проявява симптоми.